# Матвеев, Сергей Васильевич (футболист)
Сергей Васильевич Матвеев (25 апреля 1972) — российский футболист, тренер.

## Биография
Карьеру игрока начал в 1992 году в клубе первенства КФК «Машиностроитель» Сергиев Посад. Практически всю профессиональную карьеру провёл в этом клубе в третьей лиге (1994—1997) и втором дивизионе (1998—2003); с 1998 года команда называется «Спортакадемклуб» Москва. Во второй половине 1995 провёл девять матчей в первой лиге за «Нефтехимик» Нижнекамск, во второй половине 1996 года в первой лиге в составе «Сатурн» (Раменское) в 14 играх забил один гол.
В 2004—2005 — главный тренер «Спортакадемклуба», работал в футбольной школе «Академика». В 2008 — ассистент Константина Сарсании в «Спортакадемклубе», в 2009 — Игоря Чугайнова в дубле «Химок». В 2010—2013 году — тренер в академии «Динамо» Москва команды 1999 года рождения. В 2014—2016 — главный тренер сборной России 1999 года рождения.
С августа 2016 проживал в Лондоне. В 2019 получил тренерскую лицензию PRO. Перед сезоном 2019/20 был заявлен в качестве главного тренера «Краснодара».